# Peter Sterup
Peter Johannes Sterup (født 18. april 1949 i Århus) er en dansk politiker som var medlem af Folketinget for Det Konservative Folkeparti fra 1989 til 1990 og partiets generalsekretær fra 1992 til 1998.

## Politisk karriere
Sterup blev opstillet til Folketinget for Det Konservative Folkeparti i Frederiksværkkredsen i 1983 og skiftede til Koldingkredsen i 1990. Han blev aldrig valgt direkte til Folketinget, men indtrådte som folketingsmedlem i 1989 da Palle Simonsen nedlagde sit mandat fordi han ved folketingsvalget i 1988 var blevet 1. stedfortræder for De Konservative i Frederiksborg Amtskreds.
Sterup var generalsekretær for De Konservative fra 1992 til 1998. Omkring 1994 blev Det Konservative Folkeparti styret af trioen Hans Engell (politisk leder), Erik Skov Pedersen (pressechef) og Peter Sterup (generalsekretær) som blev kaldt de tre tenorer.
I 2023 meldte Sterup sig ud af De Konservative efter 58 års medlemskab og opfordrede partiformand Søren Pape Poulsen til at gå af.

## Uddannelse og erhverv
Sterup blev student fra Randers Amtsgymnasium i 1968 og studerede på Århus Universitet fra 1968 til 1973 og på Danmarks Journalisthøjskole 1973-1977. Han var politisk medarbejder ved Kristeligt Dagblad 1977-1979 og politisk medarbejder ved B.T. 1979-1981. Herefter var han informationschef i Entreprenørforeningen 1981-1983 og i Industriens Arbejdsgivere fra 1983.

## Privatliv
Peter Sterup blev gift med Trine Gregorius i 1990.